# Jane Cheryl Hansen
Jane Cheryl Hansen (...) è una modella neozelandese vincitrice di Miss International 1971.
La Hansen è stata la prima rappresentante della Nuova Zelanda a vincere la corona, battendo le circa cinquanta delegate internazionali che gareggiarono a Long Beach, in California.